# Le Train des Enfoirés
Albums de Les Enfoirés
Les Enfoirés dans l'espace Le Village des Enfoirés
Le Train des Enfoirés est le quatorzième album musical tiré de la soirée des Enfoirés. L'album est sorti en 2005.
Les Enfoirés est le nom que prend depuis 1986 un regroupement d'artistes et personnalités publiques (principalement francophones) pour chanter au profit de l'association des Restos du Cœur.
Le double CD comporte les chansons en deux parties : les chansons entières, et les medleys. Le double DVD contient le spectacle complet, plus des bonus.

## Liste des chansons et leurs interprètes
| n° | Titre                                      | Interprète(s)                                                                               | Paroles                                           | Musique                                                                | Interprète(s) original(aux)        |
| -- | ------------------------------------------ | ------------------------------------------------------------------------------------------- | ------------------------------------------------- | ---------------------------------------------------------------------- | ---------------------------------- |
| 1  | Là où je vais                              | Les Enfoirés                                                                                | Alain Souchon                                     | Laurent Voulzy                                                         | Laurent Voulzy                     |
| 2  | Et c'est parti                             | Les Enfoirés                                                                                | Hector Zounon, Mehdy Boussaid, Nâdiya             | Thierry Gronfier                                                       | Nâdiya                             |
| 3  | Satisfaction                               | Yannick Noah, Ophélie Winter, Jean-Louis Aubert, Natasha St-Pier, Lââm                      | Mick Jagger, Keith Richards                       | Mick Jagger, Keith Richards                                            | The Rolling Stones                 |
| 4  | Medley "Famille" :                         | Medley "Famille" :                                                                          | Medley "Famille" :                                | Medley "Famille" :                                                     | Medley "Famille" :                 |
|    | - Et mon père                              | Calogero, Jean-Jacques Goldman                                                              | Nicolas Peyrac                                    | Nicolas Peyrac                                                         | Nicolas Peyrac                     |
|    | - Si maman si                              | Claire Keim, Pascal Obispo                                                                  | Michel Berger                                     | Michel Berger                                                          | France Gall                        |
|    | - Papa chanteur                            | Maxime Le Forestier, Karen Mulder                                                           | Jean-Luc Lahaye, Luc Dettome                      | Cyril Assous                                                           | Jean-Luc Lahaye                    |
|    | - Simon Papa Tara                          | Lââm, Elsa                                                                                  | J. Kapler                                         | J. Kapler                                                              | Yannick Noah                       |
|    | - Qui a tué grand maman ?                  | Maurane, Patrick Fiori                                                                      | Michel Polnareff                                  | Michel Polnareff                                                       | Michel Polnareff                   |
|    | - Fils de personne                         | Gérard Darmon, Corneille                                                                    | Philippe Labro                                    | John Fogerty                                                           | Johnny Hallyday                    |
| 5  | Qui a le droit                             | Zazie, Isabelle Boulay, Corneille, Garou, Jean-Baptiste Maunier                             | Gérard Presgurvic                                 | Patrick Bruel                                                          | Patrick Bruel                      |
| 6  | Gabrielle                                  | Michel Sardou, Patrick Fiori, Pierre Palmade, Patrick Timsit                                | Long Chris, Patrick Larue                         | Tony Cole                                                              | Johnny Hallyday                    |
| 7  | En cloque                                  | Julien Clerc, Michèle Laroque, Calogero, Maxime Le Forestier, MC Solaar                     | Renaud Séchan                                     | Renaud Séchan                                                          | Renaud                             |
| 8  | Medley "Teuf" :                            | Medley "Teuf" :                                                                             | Medley "Teuf" :                                   | Medley "Teuf" :                                                        | Medley "Teuf" :                    |
|    | - Saga Africa                              | MC Solaar, Gérard Darmon, Natasha St-Pier                                                   | Pierre Zito, Yannick Noah                         | Milan Zdravkovic                                                       | Yannick Noah                       |
|    | - Femme like U                             | Yannick Noah, Karen Mulder                                                                  | K. Maro                                           | Louis Joachim Cote                                                     | K. Maro                            |
|    | - Hey Oh                                   | Yves Lecoq, Lara Fabian                                                                     | Silky Shai, Tizy Bone                             | DJ Dem s, Dom Bamboo, Silky Shai, Tizy Bone                            | Tragédie                           |
|    | - The Ketchup Song                         | Michèle Laroque, Zazie, Julie Zenatti                                                       | Manuel Ruiz (es)                                  | Manny Benito                                                           | Las Ketchup                        |
|    | - Stach, Stach                             | Liane Foly, Jenifer, Hélène Segara                                                          | Bratisla Boys                                     | Bratisla Boys                                                          | Bratisla Boys                      |
|    | - Étoile des neiges                        | Patrick Fiori, Gérard Darmon, Hélène Segara, Michael Jones, Josiane Balasko                 | Jacques Plante, Franz Winkler                     | Malia Rosa                                                             | Line Renaud                        |
| 9  | Sur un prélude de Bach                     | Lara Fabian, Catherine Lara, Elsa, Muriel Robin                                             | Jean-Claude Vannier                               | Jean-Sébastien Bach                                                    | Maurane                            |
| 10 | Désenchantée                               | Zazie, Pascal Obispo                                                                        | Mylène Farmer                                     | Laurent Boutonnat                                                      | Mylène Farmer                      |
| 11 | Pour le plaisir                            | Julien Clerc, Maxime Le Forestier, Garou, Roch Voisine                                      | Arlette Tabart, Vline Buggy                       | Julien Lepers                                                          | Herbert Léonard                    |
| 12 | Medley "Corps" :                           | Medley "Corps" :                                                                            | Medley "Corps" :                                  | Medley "Corps" :                                                       | Medley "Corps" :                   |
|    | - Y'a qu'un ch'veu                         | Garou, Isabelle Boulay                                                                      | Pierre Delanoë                                    | Michel Polnareff                                                       | Michel Polnareff                   |
|    | - Elle a les yeux revolver                 | Jean-Louis Aubert, Julien Clerc                                                             | Marc Lavoine                                      | Fabrice Aboulker                                                       | Marc Lavoine                       |
|    | - Une nuit sur ton épaule                  | Roch Voisine, Michèle Laroque                                                               | Véronique Sanson                                  | Véronique Sanson                                                       | Véronique Sanson                   |
|    | - Cœur de Rocker                           | Muriel Robin, Liane Foly                                                                    | Luc Plamondon                                     | Julien Clerc                                                           | Julien Clerc                       |
|    | - Le Zizi                                  | Maxime Le Forestier, Patrick Timsit                                                         | Pierre Perret                                     | Pierre Perret                                                          | Pierre Perret                      |
|    | - Get Up (I Feel Like Being a) Sex Machine | Maxime Le Forestier, Patrick Timsit                                                         | James Brown, Bobby Byrd, Ron Lenhoff              | James Brown, Bobby Byrd, Ron Lenhoff                                   | James Brown                        |
|    | - Nos mains                                | Patrick Bruel, Julie Zenatti                                                                | Jean-Jacques Goldman                              | Jean-Jacques Goldman                                                   | Jean-Jacques Goldman               |
|    | - J'aime les genoux                        | Lââm, Yves Lecoq                                                                            | Bernard Michel                                    | Sylvia Vanderpool                                                      | Henri Salvador                     |
|    | - Un pied devant l'autre                   | Mimie Mathy, MC Solaar                                                                      | Jean-Pierre Mader, Richard Seff                   | Jean-Pierre Mader, Richard Seff                                        | Jean-Pierre Mader                  |
|    | - Le géant de papier                       | Patrick Fiori, Lorie                                                                        | Sylvain Lebel                                     | Jeff Barnel                                                            | Jean-Jacques Lafon                 |
| 13 | La vie ne m'apprend rien                   | Maurane, Lara Fabian, Jean-Louis Aubert, Chimène Badi                                       | Daniel Balavoine                                  | Daniel Balavoine                                                       | Daniel Balavoine                   |
| 14 | Temps à nouveau                            | Patrick Bruel, Patrick Fiori, Michèle Laroque, Axel Bauer, Jean-Louis Aubert, Michael Jones | Jean-Louis Aubert                                 | Jean-Louis Aubert                                                      | Jean-Louis Aubert                  |
| 15 | Évidemment                                 | Mimie Mathy, Jean-Baptiste Maunier, Les Enfoirés                                            | Michel Berger                                     | Michel Berger                                                          | France Gall                        |
| 16 | Medley "Age" :                             | Medley "Age" :                                                                              | Medley "Age" :                                    | Medley "Age" :                                                         | Medley "Age" :                     |
|    | - Dur dur d'être bébé                      | Maurane, Pierre Palmade, Natasha St-Pier                                                    | Patricia Clerget                                  | Alain Maratrat                                                         | Jordy                              |
|    | - J'ai dix ans                             | Jean-Louis Aubert, Jenifer, Michael Jones                                                   | Alain Souchon                                     | Laurent Voulzy                                                         | Alain Souchon                      |
|    | - Vingt ans                                | Patrick Timsit, Yannick Noah                                                                | Jean-Pierre Lang                                  | Pierre Bachelet                                                        | Pierre Bachelet                    |
|    | - J'ai eu trente ans                       | Claire Keim, Gérard Darmon                                                                  | Maxime Le Forestier                               | Gérard Kawczynski                                                      | Maxime Le Forestier                |
|    | - Les vieux                                | Ophélie Winter, Julie Zenatti                                                               | Jacques Brel, Gérard Jouannest, Jean Corti        | Jacques Brel, Gérard Jouannest, Jean Corti                             | Jacques Brel                       |
|    | - Une seule vie                            | Axel Bauer, Karen Mulder                                                                    | Gérald de Palmas                                  | Gérald de Palmas                                                       | Gérald de Palmas                   |
| 17 | En rouge et noir                           | Jean-Jacques Goldman, Liane Foly, Gérard Jugnot, Lorie                                      | Jeanne Mas                                        | Massimo Calabrese, Piero Calabrese, Romano Musumarra, Lorenzo Meinardi | Jeanne Mas                         |
| 18 | Ne me quitte pas                           | Catherine Lara, Hélène Segara, Claire Keim, Jenifer                                         | Jacques Brel                                      | Jacques Brel                                                           | Jacques Brel                       |
| 19 | Medley "Respire" :                         | Medley "Respire" :                                                                          | Medley "Respire" :                                | Medley "Respire" :                                                     | Medley "Respire" :                 |
|    | - Oxygène                                  | Pierre Palmade                                                                              | Jean-Michel Jarre                                 | Jean-Michel Jarre                                                      | Jean-Michel Jarre                  |
|    | - Respire                                  | Liane Foly, Corneille                                                                       | Mickaël Furnon, Najah El Mahmoud, Aurélien Joanin | Mickaël Furnon, Najah El Mahmoud, Aurélien Joanin                      | Mickey 3D                          |
|    | - Prendre l'air                            | Lara Fabian, Jean-Jacques Goldman                                                           | Pascal Obispo                                     | Calogero, Francis Maggiulli, Jacky Maurici                             | Calogero                           |
|    | - Les grands boulevards                    | Axel Bauer, Michel Sardou                                                                   | Jacques Plante                                    | Pierre Norbert                                                         | Yves Montand                       |
|    | - Les tournesols                           | Elsa, Lorie                                                                                 | Marc Lavoine                                      | Michel Cœuriot                                                         | Marc Lavoine                       |
|    | - Vois sur ton chemin                      | Jean-Baptiste Maunier, Gérard Jugnot                                                        | Christophe Barratier                              | Bruno Coulais                                                          | Les Petits Chanteurs de Saint-Marc |
| 20 | Besoin de rien, envie de toi               | Marc Lavoine, Isabelle Boulay, Jenifer, Gérard Darmon                                       | Jean-Pierre Savelli, Marie-José Casanova          | Sloane                                                                 | Peter et Sloane                    |
| 21 | Prendre racine                             | Maurane, Hélène Segara, Yannick Noah, Gérald De Palmas                                      | Patrice Guirao                                    | Calogero, Gioacchino Maurici                                           | Calogero                           |
| 22 | L'adieu                                    | Patrick Bruel, Jean-Louis Aubert, Jean-Jacques Goldman, Marc Lavoine                        | Tony Meggiorin                                    | Didier Barbelivien                                                     | Garou                              |
| 23 | Medley "Gare" :                            | Medley "Gare" :                                                                             | Medley "Gare" :                                   | Medley "Gare" :                                                        | Medley "Gare" :                    |
|    | - Je pars                                  | Julien Clerc                                                                                | Nicolas Peyrac                                    | Nicolas Peyrac                                                         | Nicolas Peyrac                     |
|    | - T'en va pas                              | Pierre Palmade                                                                              | Catherine Cohen, Régis Wargnier                   | Romano Musumarra                                                       | Elsa                               |
|    | - Debout les gars                          | Maxime Le Forestier, Michael Jones, MC Solaar                                               | Pierre Delanoë                                    | Hugues Aufray, Jimmy Walter                                            | Hugues Aufray                      |
|    | - Madeleine                                | Patrick Bruel, Calogero                                                                     | Gérard Jouannest, Jacques Brel, Jean Corti        | Gérard Jouannest, Jacques Brel, Jean Corti                             | Jacques Brel                       |
|    | - Reviens                                  | Chimène Badi                                                                                | Jacques Veneruso                                  | Jacques Veneruso                                                       | Garou                              |
|    | - Les hommes qui passent                   | Natasha St-Pier                                                                             | Didier Barbelivien                                | François Bernheim                                                      | Patricia Kaas                      |
|    | - Rock'n'dollars                           | Garou                                                                                       | William Sheller                                   | William Sheller                                                        | William Sheller                    |
|    | - Que tu reviennes                         | Philippe Lacheau                                                                            | Lionel Florence                                   | Calogero, Francis Maggiulli, Jacky Maurici                             | Patrick Fiori                      |
|    | - Pour moi la vie va commencer             | Axel Bauer                                                                                  | Jean-Jacques Debout                               | Jean-Jacques Debout                                                    | Johnny Hallyday                    |
|    | - J'entends siffler le train               | Corneille                                                                                   | Jacques Plante                                    | Grace Hedwig                                                           | Richard Anthony                    |
| 24 | Tout le monde y pense                      | Les Enfoirés                                                                                | Francis Cabrel                                    | Francis Cabrel                                                         | Francis Cabrel                     |
| 25 | La Chanson des Restos                      | Les Enfoirés                                                                                | Jean-Jacques Goldman                              | Jean-Jacques Goldman                                                   | Les Enfoirés                       |

## Listedes artistes
Cette année-là, 47 artistes ont participé à au moins un des concerts :
- Jean-Louis Aubert
- Chimène Badi
- Josiane Balasko
- Axel Bauer
- Isabelle Boulay
- Patrick Bruel
- Calogero
- Julien Clerc
- Corneille (Première participation)
- Gérard Darmon
- Gérald De Palmas
- Elsa
- Lara Fabian
- Patrick Fiori
- Liane Foly
- Garou
- Jean-Jacques Goldman
- Jenifer
- Michael Jones
- Gérard Jugnot
- Claire Keim (Première participation)
- Lââm
- Catherine Lara
- Michèle Laroque
- Marc Lavoine
- Yves Lecoq
- Maxime Le Forestier
- Lorie
- Mimie Mathy
- Jean-Baptiste Maunier (Première participation)
- Maurane
- MC Solaar
- Karen Mulder
- Yannick Noah
- Pascal Obispo
- Pierre Palmade
- Muriel Robin
- Michel Sardou
- Hélène Ségara
- Natasha St-Pier
- Patrick Timsit
- Roch Voisine
- Ophélie Winter
- Zazie
- Julie Zenatti

## Musiciens
- Basse, Arrangements & Direction d'Orchestre : Guy Delacroix
- Batterie : Loïc Pontieux
- Percussions : Marc Chantereau
- Claviers : Arnaud Dunoyer de Segonzac
- Claviers & Accordéon : Jean-Yves Bikialo
- Guitares : Michel-Yves Kochmann
- Guitares, Claviers, Percussions & EWI : Eric Nolot
- Guitares additionnelles : Michael Jones, Patrick Bruel, Axel Bauer & Jean-Louis Aubert
- Piano sur "Qui a le droit" : Patrick Bruel
- Basse sur "Prendre racine" : Calogero

## Classements hebdomadaires
| Classement (2005)            | Meilleure place |
| ---------------------------- | --------------- |
| Belgique (Wallonie Ultratop) | 1               |
| France (SNEP)                | 1               |
| Suisse (Schweizer Hitparade) | 1               |

## Certifications
| Pays           | Certification | Unités certifiées |
| -------------- | ------------- | ----------------- |
| Belgique (BEA) | Or            | 15 000            |
| Suisse (IFPI)  | Or            | 20 000            |